# Diu (stad)
Diu is een stad in het Indiase unieterritorium Dadra en Nagar Haveli en Daman en Diu. Het is de hoofdstad van het gelijknamige district en ligt op het gelijknamige eiland aan de Arabische Zee.
De plaats is bekend vanwege de Slag van Diu (1509) en maakte eeuwenlang deel uit van Portugees-India.

## Demografie
Volgens de Indiase volkstelling van 2001 wonen er 21.576 mensen in Diu, waarvan 46% mannelijk en 54% vrouwelijk is. De plaats heeft een alfabetiseringsgraad van 75%.